# Honoré-Gabriel Riqueti de Mirabeau
Pour les articles homonymes, voir Mirabeau.
Mirabeau
Honoré Gabriel Riqueti, aussi orthographié Riquetti, « comte » de Mirabeau, plus communément appelé Mirabeau, né le 9 mars 1749 dans le château de Bignon-Mirabeau, dans le Loiret, et mort le 2 avril 1791 à Paris, est un écrivain, diplomate, journaliste et homme politique français, figure de la Révolution.
Après une jeunesse marquée par le libertinage, plusieurs années de prison, une liaison adultérine, et des pamphlets, il embrasse l'idée de réformer la société française dans son ensemble : il est l'un des pères fondateurs de la Révolution française, partisan d'une monarchie constitutionnelle.
Surnommé « l'Hercule de la liberté », « l'Orateur du peuple » et « la Torche de Provence », il reste le premier symbole de l’éloquence parlementaire en France. Bien que membre de la noblesse, il se distingue en tant que député du tiers état aux États généraux après avoir été rejeté par l’ordre de la noblesse. Fort aimé par les révolutionnaires, son corps est transporté au Panthéon à sa mort, mais la découverte de ses relations secrètes avec la royauté retourne l'opinion, et sa dépouille est retirée du mausolée, dont il était le premier occupant.

## Biographie

### Enfance
Cinquième enfant et second fils de Victor Riquetti de Mirabeau, économiste de renom, et de Marie-Geneviève de Vassan (1725-1795), Mirabeau est issu par son père d'une famille de la noblesse provençale et par sa mère, d'une lignée de financiers remontant à Jacques de Vassan. Il est le frère ainé d’André Boniface Louis Riquetti de Mirabeau et de Louise de Mirabeau, dernière marquise de Cabris.
Selon Victor Hugo, né onze ans après la mort de Mirabeau, ce dernier était d'une « laideur grandiose et fulgurante ». Il est né avec un pied tordu, deux grandes dents et surtout une tête énorme (ce qui a fait dire qu’il était hydrocéphale). Il a également la langue enchaînée par le filet. Avant de présenter l'enfant à son père, la nourrice le prévient : « Ne vous effrayez pas ». Et l'accoucheur d'ajouter : « Il aura beaucoup de peine à s'exprimer ». Mirabeau admettra sa difformité, mais voudra en tirer sa force : « On ne connaît pas toute la puissance de ma laideur », clamera-t-il.
À l'âge de trois ans, il est défiguré par une petite vérole mal soignée ; son visage au teint livide en garde de profondes cicatrices. Son enfance est marquée par la sévérité de son père qui n'a pas d'affection pour lui. En 1754, son père écrit à son frère, le bailli de Mirabeau : « Ton neveu est laid comme le fils de Satan ». Il a également pour habitude de l'appeler « Monsieur l'ouragan » ou « le comte de la Bourrasque ». Il est placé par son père chez l'abbé Choquard à Paris. Destiné à une carrière militaire, il accumule les dettes de jeu, si bien que son père le fait emprisonner sur l'île de Ré par lettre de cachet.

### Débuts tumultueux

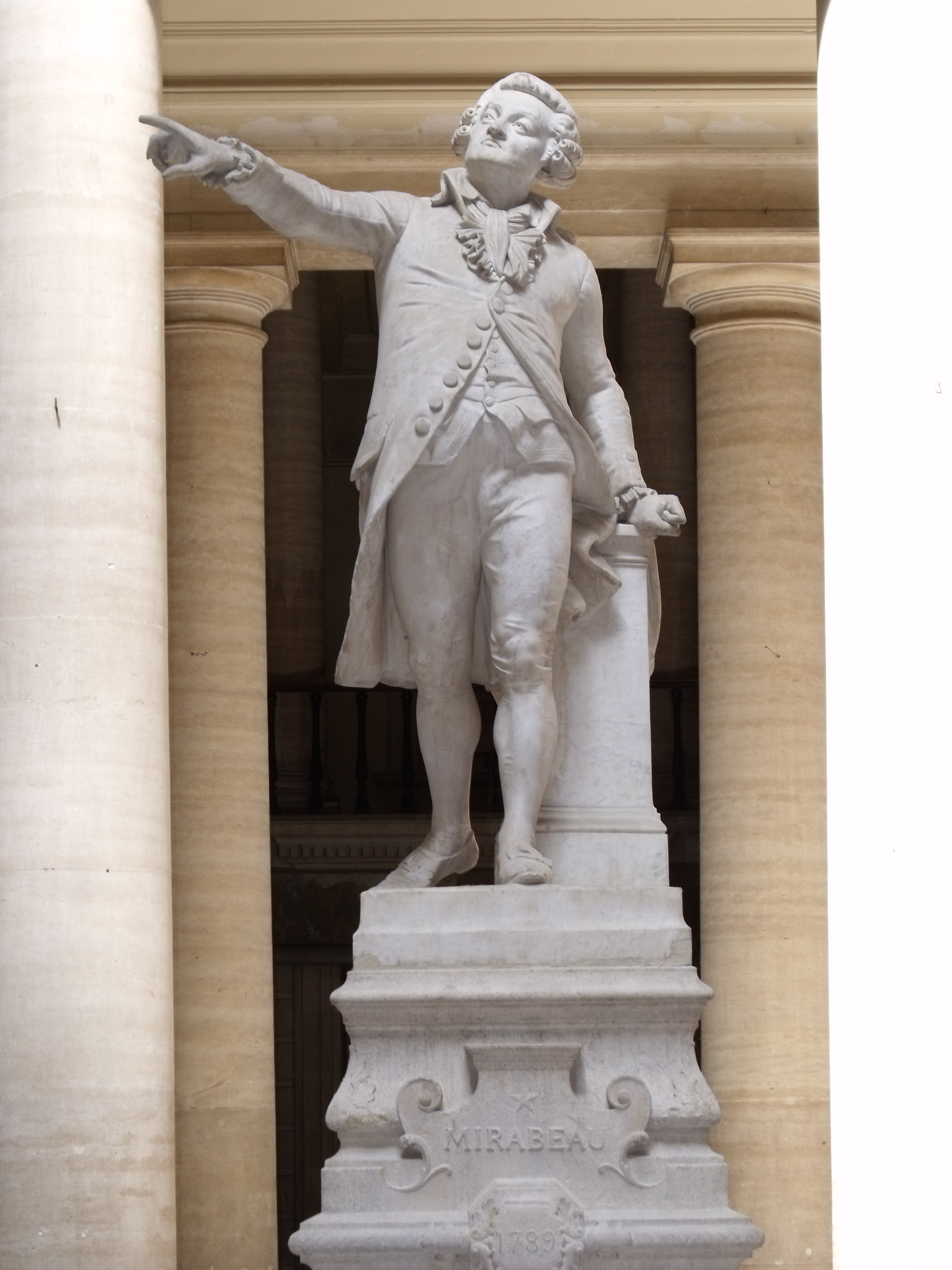
Statue d'Honoré de Mirabeau. Palais de justice d'Aix-en-Provence.

Mirabeau étudie à la faculté de droit de l'université d'Aix-en-Provence où il fréquente, notamment Jean-Étienne-Marie Portalis, futur rédacteur du Code civil.
En 1768, il est incorporé à un régiment, mais contracte des dettes, ce qui provoque de nouveau la colère de son père. Il gagne une réputation de libertinage : « Mais le monde ne pardonne pas à Mirabeau cette sorte de férocité, d'exaspération physique que remplaçait chez lui la légèreté du libertinage à la mode : une fougueuse nature éclatait dans ces vices, au lieu de la gracieuse corruption qu'on était accoutumé à admirer ».
Il participe à la campagne de Corse en 1768-1769, ce dont il se repentira. En novembre 1789, Mirabeau dénoncera les exactions qui ont accompagné la conquête de la Corse : « J'avoue, messieurs, que ma première jeunesse a été souillée par une participation à la conquête de la Corse ».
Il épouse le 23 juin 1772 en l'église du Saint-Esprit d'Aix-en-Provence Émilie de Covet-Marignane, fille du puissant marquis de Marignane, qui avait refusé sa main au comte de Valbelle. Ils ont un fils, Victor, mort en bas âge en 1778.

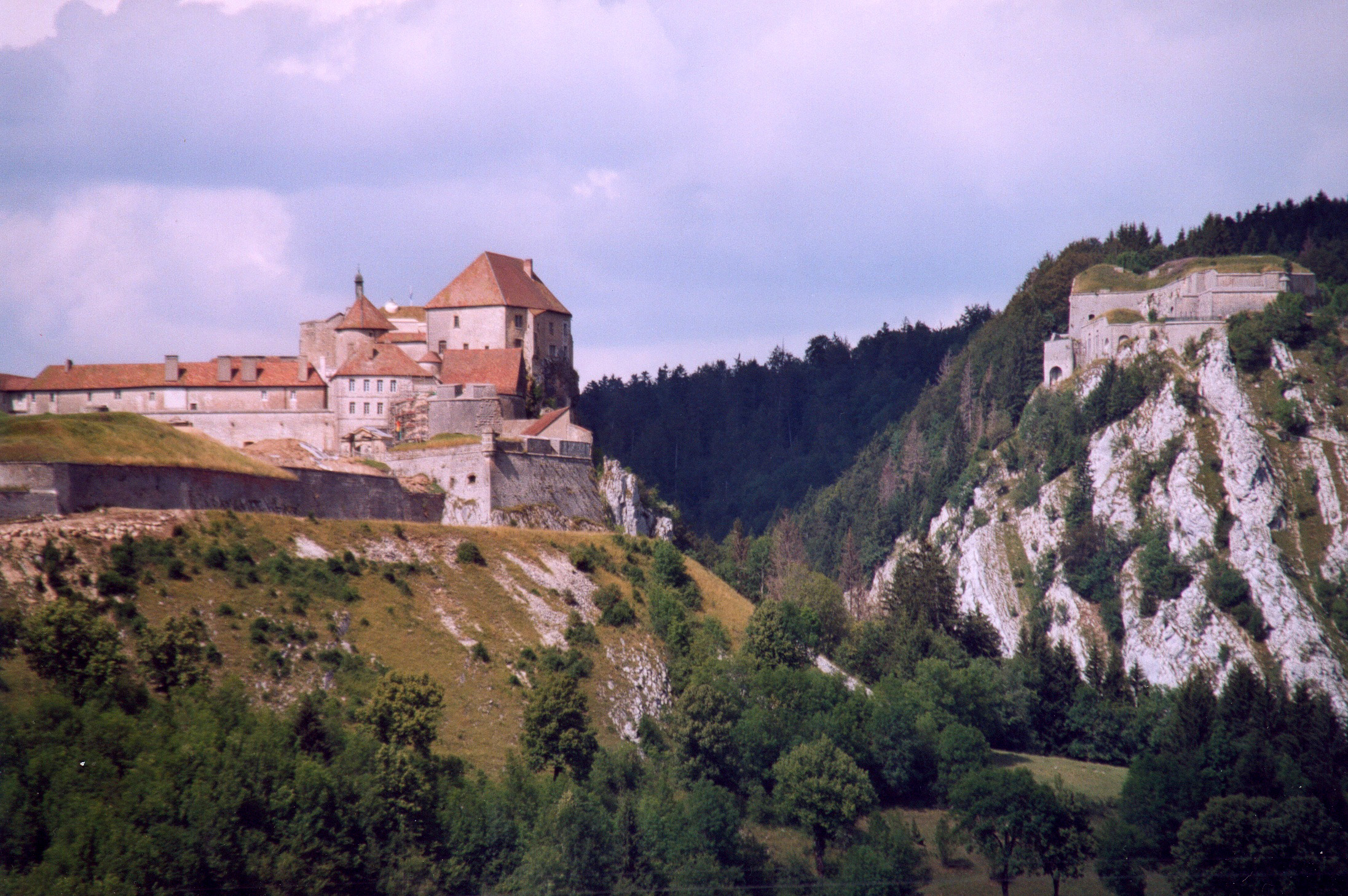
Le fort de Joux où il fut emprisonné.

En 1774, son père demande son emprisonnement au château d'If, au large de Marseille, pour « le remettre dans le droit chemin », emprisonnement qui durera près d'un an. Pour le soustraire à ses créanciers, son père le fait plusieurs fois enfermer au donjon de Vincennes, et finalement exiler en 1775 au château de Joux, en Franche-Comté. Là, Mirabeau use de son charme auprès du gouverneur pour se rendre de nombreuses fois à Pontarlier : à l'occasion des fêtes organisées pour le sacre de Louis XVI, il y rencontre Sophie de Monnier, jeune femme mariée au marquis de Monnier, président de la chambre des comptes de Dole et près de cinq ans son aînée. Sophie devient la maîtresse de Mirabeau et ils s'enfuient tous deux aux Provinces-Unies, tandis qu'on les juge à Pontarlier par contumace (Sophie sera condamnée à l'enfermement à vie dans une maison de repentance pour crime d'adultère, Mirabeau à mort pour rapt et séduction).
Durant sa fuite, en 1776, Mirabeau publie son Essai sur le despotisme, qui dénonce l’arbitraire du pouvoir royal : « le despotisme n’est pas une forme de gouvernement […] s’il en était ainsi, ce serait un brigandage criminel et contre lequel tous les hommes doivent se liguer. » Les deux amants seront rattrapés à Amsterdam : Sophie arrêtée, Mirabeau se livrera. Après avoir mis au monde une fille, prénommée Gabrielle Sophie, elle est condamnée à être enfermée au couvent des Saintes-Claires, à Gien, où elle est effectivement conduite en 1778. Lui échappe au bourreau, mais retourne, à cause d'une autre lettre de cachet, au donjon de Vincennes, durant quarante-deux mois. Gabrielle Sophie sera confiée à une nourrice de Deuil et mourra en 1780 sans que son père ait jamais pu la connaître.
Mirabeau est donc emprisonné au donjon de Vincennes de 1777 à 1780. Il y rencontre Sade, qui y est enfermé à la même époque. Il y écrit beaucoup : des lettres, notamment à Sophie de Monnier, publiées en 1792 sous le titre de Lettres à Sophie, chef-d’œuvre de la littérature passionnée, ainsi qu’un virulent libelle contre l’arbitraire de la justice de son temps, Des Lettres de cachet et des prisons d'État (1782), mais aussi que, sous couvert d'anonymat, deux œuvres érotiques à prétention philosophique, Erotika Biblion (1783), publié à Neuchâtel, et Ma conversion. Les décès coup sur coup de ses deux seuls petits-enfants, Victor et Gabrielle Sophie, adoucissent Mirabeau père, qui se refuse à l'idée que sa lignée s'éteigne. Il accepte de faire libérer son fils aîné, à condition de détenir une autre lettre de cachet qui pourrait le renvoyer en prison : Mirabeau fils accepte la condition, et doit lui-même écrire aux ministres pour appuyer la requête paternelle.
Il est donc libéré du donjon de Vincennes le 13 décembre 1780, mais reste sous la tutelle vigilante de son père. Celui-ci le force notamment à demander une lettre de cachet contre Briançon[Lequel ?], un de ses anciens amis, et surtout à le soutenir contre sa propre mère, en procès contre son mari au sujet de son héritage. En 1781, Mirabeau fuit Paris et ses créanciers ; il se rend à Gien, où il parvient à s'entretenir avec Sophie dans son couvent, mais repart bientôt et ne la reverra plus. Sophie, bien que libre en 1783, après le décès du marquis de Monnier, restera près du couvent de Gien, et se donnera la mort en 1789. Se réconciliant avec son père, qui commence à voir en lui la puissance politique et l'intelligence, Mirabeau se concentre désormais sur l'absolution de ses différentes condamnations. S'il ne purge pas sa peine avant mai 1782, il devra 40 000 livres de dommages et intérêts ; il se soumet donc aux autorités le 8 février 1782 à Pontarlier, et demande l'absolution aux juges. Sa défense est assez simple : une femme mariée ne peut être victime de rapt, et Sophie l'a suivi parfaitement librement, la séduction ne pouvant donc être retenue.
Dans la foulée, sa femme légitime, Émilie, demande la séparation de corps : elle est défendue par Portalis. Mirabeau défend sa propre cause dans ce procès qui défraie la chronique. Il le perd, après une joute oratoire assez hostile entre les deux orateurs. Elle obtient la séparation de corps en juillet 1783 — l'intérêt ici, est de permettre à Émilie de ne pas être saisie sur les biens qu'elle possède de par son héritage, puisque restant mariée, elle est solidaire de la dette de son époux. Mirabeau ne montre pas de ressentiment à l'encontre de Portalis car, non seulement il reconnaît publiquement ses qualités oratoires et sa loyauté, mais, de surcroît, le consultera plus tard sur une affaire et demandera son appui lors de la campagne électorale de 1789 pour les États généraux, en Provence.

### Débuts en politique

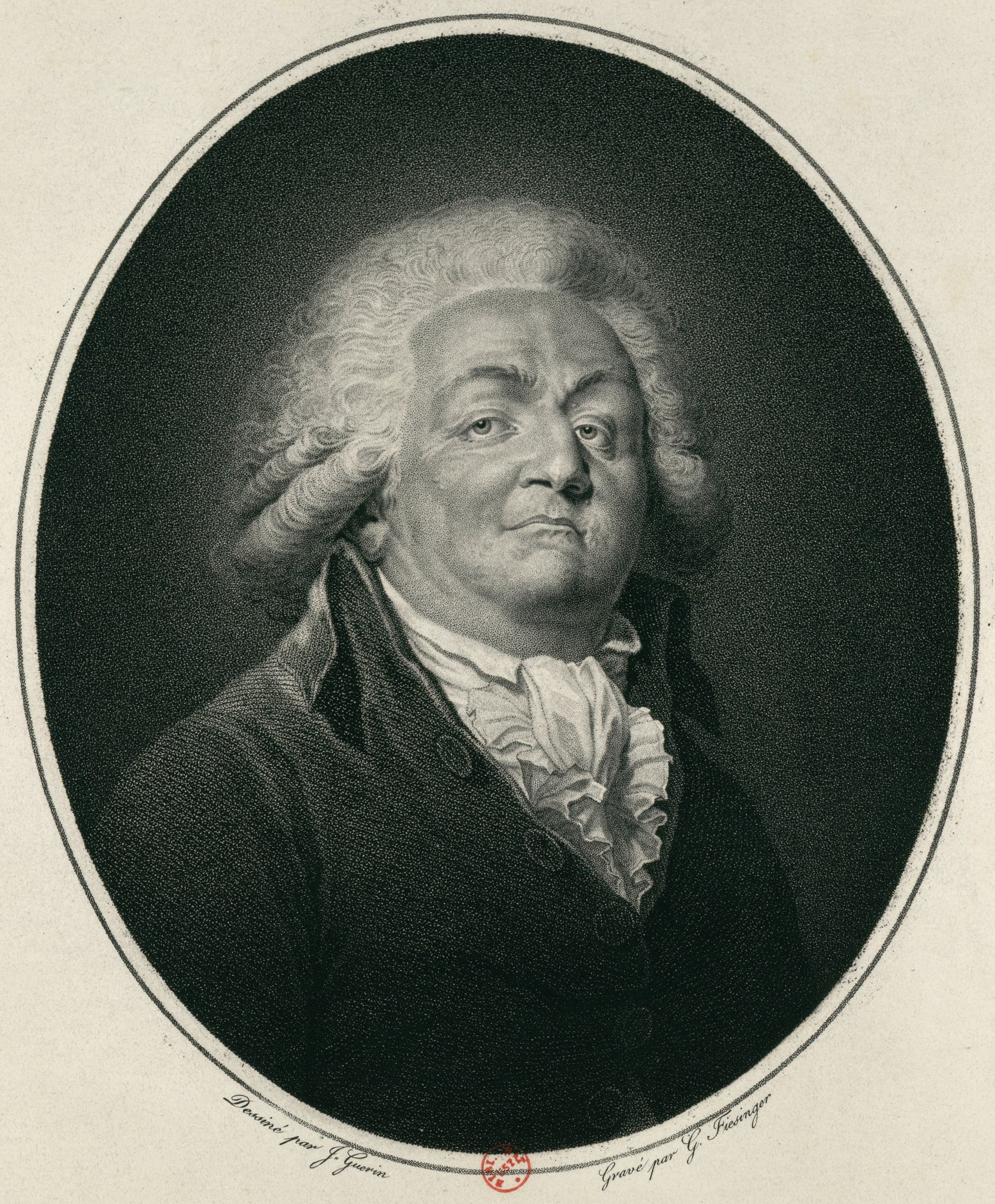
Portrait de Mirabeau gravé par Fiesinger d'après un dessin de Guérin.
Paris, BnF, département des estampes.

En juin 1786, Talleyrand, avec qui il est lié, lui obtient une mission secrète à Berlin, où il reste six mois pour le compte du Contrôleur général des finances de Louis XVI, Charles-Alexandre de Calonne. Il tente en vain d'être nommé à un vrai poste diplomatique. À son retour en janvier 1787, furieux de n'avoir rien obtenu, il publie un pamphlet Dénonciation de l'agiotage (mars 1787) qui entraîne une lettre de cachet et le contraint à fuir en Belgique (à Liège puis à Tongres).
Proche du philosophe juif alsacien Cerf Beer, Mirabeau fait paraître en 1787 Sur Moses Mendelssohn, sur la réforme politique des Juifs, inspiré du travail de l'auteur allemand Christian Wilhelm von Dohm qui publie Über die bürgerliche Verbesserung der Juden (De la réforme politique des juifs) en 1781 (puis traduit en 1782).
Il fait partie en 1788, entre autres avec Brissot, Clavière et Condorcet, des fondateurs de la Société des amis des Noirs, créée pour l'abolition immédiate de la traite des Noirs et progressive de l'esclavage dans les colonies,.

### Un noble député du tiers état

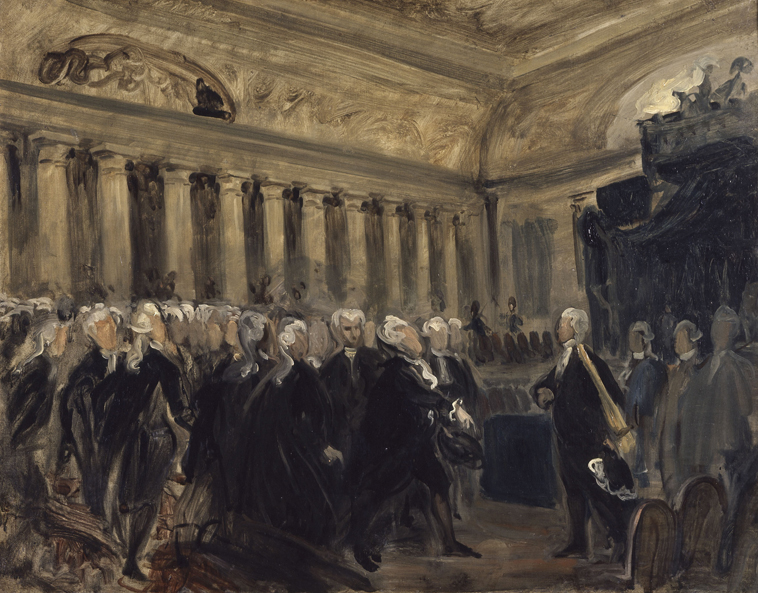
Mirabeau et Dreux-Brézé
esquisse de Delacroix, 1830
musée Eugène-Delacroix à Paris

Mirabeau se présente en Provence aux élections des États généraux de 1789. Rejeté par la noblesse, cet aristocrate déclassé publie un discours véhément adressé aux nobles provençaux. Il est alors élu par le tiers état, à Aix et à Marseille, le 6 avril 1789.
Le 7 mai 1789, États généraux, le journal que le nouveau député publie depuis le 2 mai, est saisi. Une interdiction de publier les comptes-rendus des séances des États généraux est édictée par le conseil d'État. Mirabeau n’en tient pas compte et continue à publier le compte-rendu des séances de l’Assemblée, ainsi que les analyses des questions politiques à l’ordre du jour, d’abord sous le titre Lettres du comte Mirabeau à ses commettants du 10 mai au 25 juillet 1789, puis sous le titre Courrier de Provence, qui paraît encore après la mort de son fondateur jusqu’au 30 septembre 1791.
Lors de la séance royale du 23 juin 1789, Mirabeau fait une réponse à Henri-Évrard, marquis de Dreux-Brézé, grand maître des cérémonies, venu apporter l’ordre de dissolution de l’Assemblée constituante signé par le roi Louis XVI, que le Moniteur rapporte deux jours plus tard en ces termes :
« Oui, Monsieur, nous avons entendu les intentions qu’on a suggérées au Roi ; et vous qui ne sauriez être son organe auprès des États-Généraux, vous qui n’avez ici ni place ni voix, ni droit de parler, vous n’êtes pas fait pour nous rappeler son discours. Cependant, pour éviter toute équivoque et tout délai, je vous déclare que si l’on vous a chargé de nous faire sortir d’ici, vous devez demander des ordres pour employer la force ; car nous ne quitterons nos places que par la puissance des baïonnettes. »
La tradition la simplifie en « Allez dire à ceux qui vous envoient que nous sommes ici par la volonté du peuple, et qu’on ne nous en arrachera que par la puissance des baïonnettes ». Il ne tarde pas à devenir l’un des plus énergiques orateurs de l’Assemblée nationale et de la société des Jacobins.
Le surnom d’« Hercule de la liberté » lui est donné par l'abbé Sieyès. À la sortie de l'Assemblée nationale, alors que la foule l'applaudit vivement, ce dernier proclame, en désignant Mirabeau : « Vive, vive l'Hercule de la liberté ». Montrant son ami en retour, Mirabeau répondit « Voilà Thésée ».
Le 9 juillet 1789, il rédige une adresse au roi pour lui demander de retirer les troupes étrangères massées autour de Paris. Il participe également à la rédaction de la Déclaration des droits de l'homme et du citoyen (dont il écrit le Préambule avec Mounier), ce qui le popularise auprès du peuple.
Le 11 juillet 1789, son père, Victor Riquetti de Mirabeau, meurt à Argenteuil.
Le 8 mars 1790, il prononce au club des Jacobins un discours resté longtemps inédit contre la traite des Noirs, dont une formule « bières flottantes » dénonçant les navires négriers fera mouche puisqu'elle sera reprise, légèrement déformée en « longues bières », par Brissot en février 1791, puis par Robespierre en avril 1793. En mai 1790, il défend le système du concours des deux pouvoirs, législatif et exécutif, dans l’exercice du droit de faire la paix et la guerre. Cinq mois plus tard, en octobre 1790, il prononce un vibrant discours où il propose que la couleur blanche soit remplacée par les couleurs bleu, blanc et rouge sur les bâtiments de la marine royale, les matelots devant maintenant crier « Vive la nation, la loi et le roi » au lieu de « Vive le roi ». Ce discours suscite une forte opposition chez les royalistes radicaux : Francois-Henri de Virieu évoque le pavillon blanc qui a « rendu libre l’Amérique », Foucauld de Lardimalie tente de faire adopter une question préalable pour faire différer un débat qu’il juge « inutile » et qui « profane la gloire et l’honneur du pavillon français », tandis que Guilhermy est mis aux arrêts pendant trois jours, pour l’avoir traité de « scélérat et d’assassin ».
Son frère cadet, André-Boniface, émigre en août 1790, et rejoint l'Allemagne et le comte d'Artois : en mars 1791, il lève une armée, la Légion noire.

### Retournement

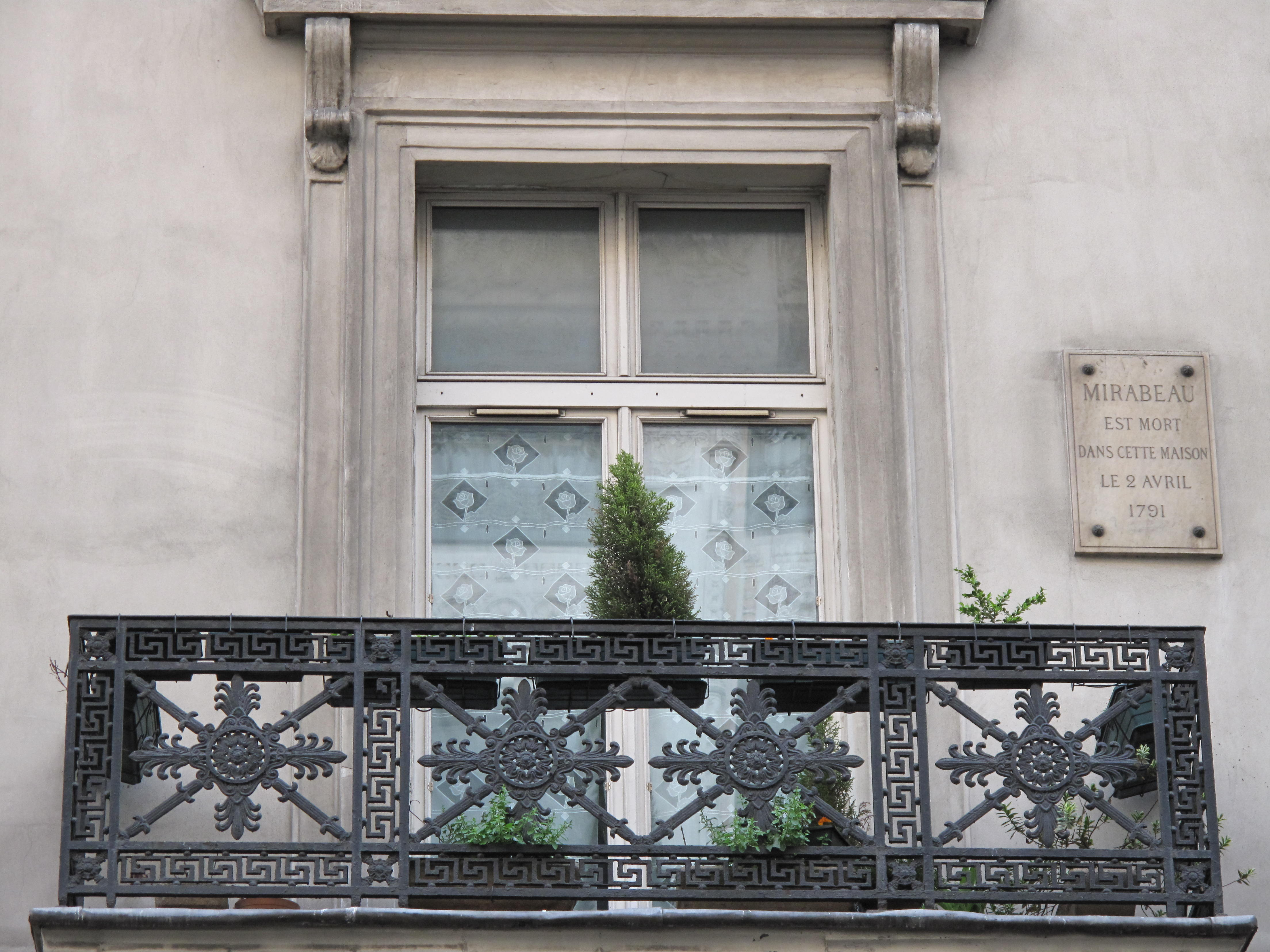
Vue de la fenêtre de la chambre où est mort Mirabeau au premier étage : une maison située à l'époque au 42 de la rue de l'Hôtel-Dieu, rebaptisée rue de Mirabeau-Le Patriote dès mai 1791.

La dégradation de la monarchie détermine son revirement politique. Il devient le plus solide appui de Louis XVI et de Marie-Antoinette, en étant notamment le conseiller privé de Louis XVI, fonction secrète pour laquelle il se fait rémunérer en livres d'or par heure. Auprès de ses amis révolutionnaires, il appuiera les idées de la révolution, alors que pour le roi, et notamment la reine qu'il rencontre en secret, il se montre comme un ardent défenseur de la monarchie. Trahissant des deux côtés et corrompu par de nombreuses factions, Mirabeau proposera au roi d'accepter la monarchie constitutionnelle voulue par l'assemblée. Elle est selon lui, la seule sauvegarde possible de la royauté. Ses interventions à l'Assemblée permettront notamment à Madame Adélaïde et Madame Victoire, dernières filles de Louis XV encore en vie, d'émigrer en Savoie, alors qu'elles étaient retenues à Arnay-le-Duc.
Ses actes sont à nuancer cependant : l'idéal constitutionnel de Mirabeau ne répondait pas seulement à un besoin vénal, mais certainement aussi à sa volonté de réconcilier l'assemblée et la monarchie, motivée par son obsession d'éviter à la France de sombrer dans l'anarchie.
Le 1er avril 1791, il est alité dans sa chambre à l'entresol d'une maison alors située 69 rue de l'Hôtel-Dieu, près la chaussée d'Antin, et dicte son testament : il lègue à Cabanis ses papiers de législation, littérature et politique, des livres de sa bibliothèque et une boîte ornée de son portrait ; il choisit comme exécuteur testamentaire le comte de la Marck, député de la noblesse du bailliage du Quesnoy aux États généraux, assisté de Nicolas Frochot.

### Mort

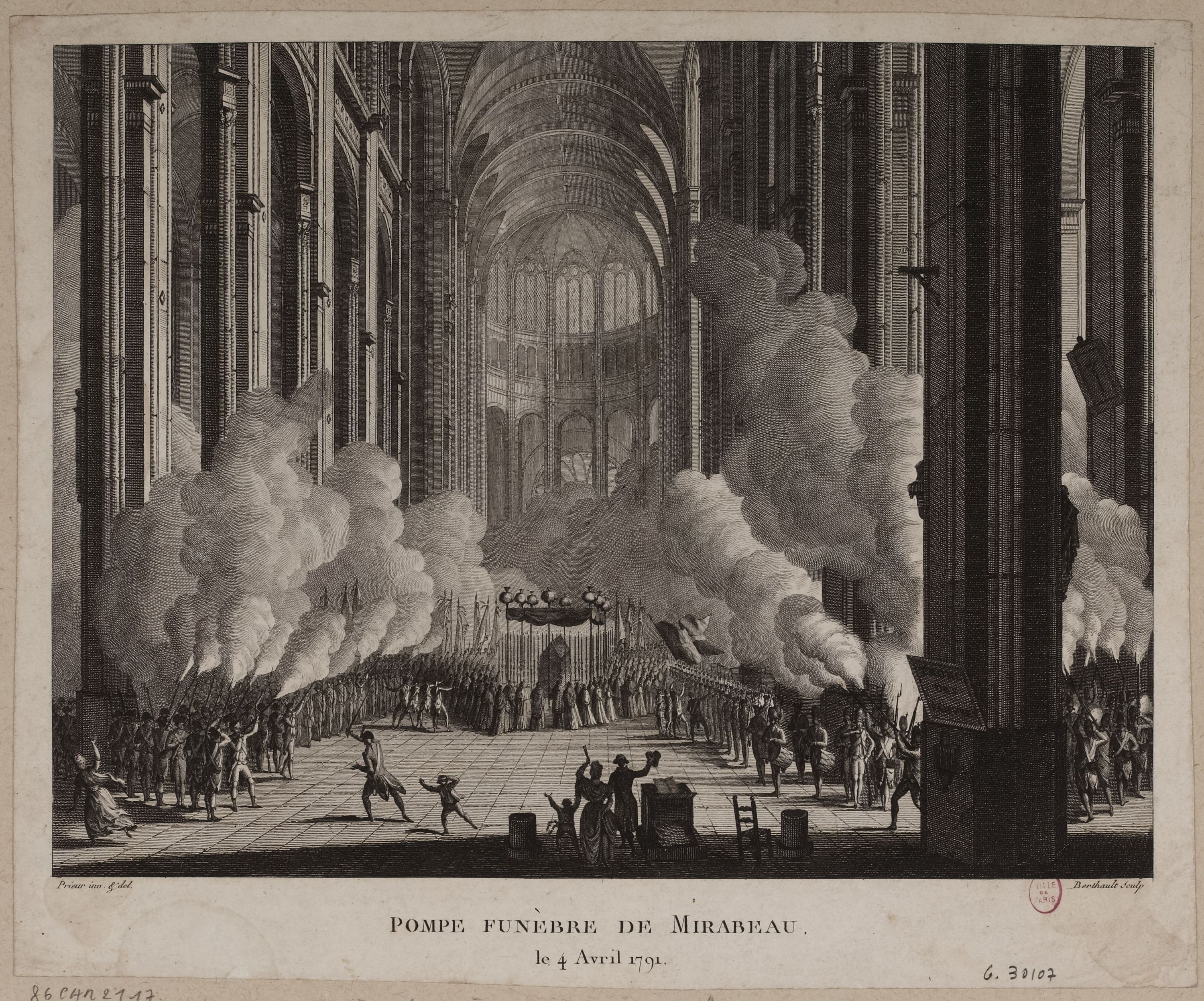
Pompe funèbre de Mirabeau en l'église Saint-Eustache le 4 avril 1791, gravure de Berthault d'après Prieur (musée Carnavalet).

Le lendemain, Mirabeau, 42 ans, meurt à la suite d'une maladie dont les causes restèrent longtemps débattues : d'une forte constitution, il était un gros mangeur, très nerveux, dormant peu, et d'une sexualité débordante, abusant d'excitants. Depuis le mois de février, il était sujet à des accès de coliques, vomissant et se plaignant de douleurs au point de réclamer de l'opium à Cabanis. Cette mort soudaine déclenche une série de rumeurs d'empoisonnement, aussi l'Assemblée ordonne le 3 avril une autopsie à laquelle assistent de nombreux témoins. Les rapports d'autopsie, conservés, laissent apparaître aujourd'hui que Mirabeau souffrait de coliques néphrétiques depuis au moins deux ans, et qu'il mourut d'une péricardite : la thèse de l'empoisonnement est ainsi définitivement écartée.
Cette mort soudaine provoque une affliction à Paris, où tous les spectacles sont annulés. La rue où il meurt, dont le sol avait été couvert de paille pour éviter que le bruit ne trouble son repos pendant son agonie, est rebaptisée « rue Mirabeau-Le Patriote ». Le 4 avril, l'Assemblée nationale vote la transformation de l'église Sainte-Geneviève en Panthéon,. Le 5 avril, après une cérémonie religieuse dans l'église Saint-Eustache, où Joseph-Antoine Cerutti prononce son oraison funèbre, son corps, embaumé, est transporté, en un vaste cortège, au Panthéon.
Il y demeure exposé jusqu’au 21 septembre 1794,. En effet, la découverte de l’armoire de fer, en novembre 1792, a révélé qu’il avait pris clandestinement contact avec le roi et sa cour. Espérant être ministre de la monarchie constitutionnelle, il avait prodigué ses conseils et donné des informations. Un comité est chargé d'examiner l'accusation. La Convention décide d'exclure sa dépouille du Panthéon. Elle y est remplacée par celle de Marat. Son corps est transporté au dépôt mortuaire du grand cimetière de Saint-Étienne-du-Mont, très voisin du Panthéon, pour y être inhumé,. En 1798, sa sœur fit procéder à son exhumation et le fit transférer au cimetière de Clamart,, dans une fosse commune. Malgré des recherches entreprises en 1889 pour le centenaire de la Révolution, son corps ne fut pas retrouvé:16.

## Franc-maçonnerie
La réalité de son appartenance à la franc-maçonnerie est parfois remise en cause par quelques auteurs. Il est toutefois certain que dans une de ses lettres à Sophie, il l'affirme,. Il aurait écrit un mémoire pour une loge hollandaise en 1776, mais ce mémoire, qui ne paraît qu'en 1834 reste d'une authenticité douteuse, même si Hermann Schüttler reprend cette hypothèse pour faire de Mirabeau un membre de l'ordre des Illuminés, sous le nom de « Léonidas ». L'essayiste Maurice Talmeyr, dans son ouvrage de 1904 La franc-maçonnerie et la révolution française, se base sur les mémoires de Bertrand de Molleville, un des derniers ministres de Louis XVI, pour confirmer cette appartenance, dont Mirabeau aurait plus tard fait profiter Louis XVI. Fernand Chapuis dans son ouvrage de 1964 remet en cause cette appartenance puis Jean Mondot et Alain Ruiz dans leur ouvrage en 1994 qui cite le dictionnaire de Daniel Ligou dans sa version de 1987 pour nier celle-ci. Le dictionnaire réédité de cet auteur confirme en 2004 l'appartenance de Mirabeau aux Neuf Sœurs en date du 22 décembre 1783 et cite pour preuve les travaux de 1996 fait par l’historien spécialiste de la franc-maçonnerie Charles Porset qui dans son mémoire spécifique à cette question, prouve cette appartenance d'après le recueil de l'orateur de la loge des Neuf Sœurs, Emmanuel de Pastoret qui relate le discours et indique la date de son affiliation à la loge. Son nom disparaît toutefois rapidement de la liste des membres.

## Hommages

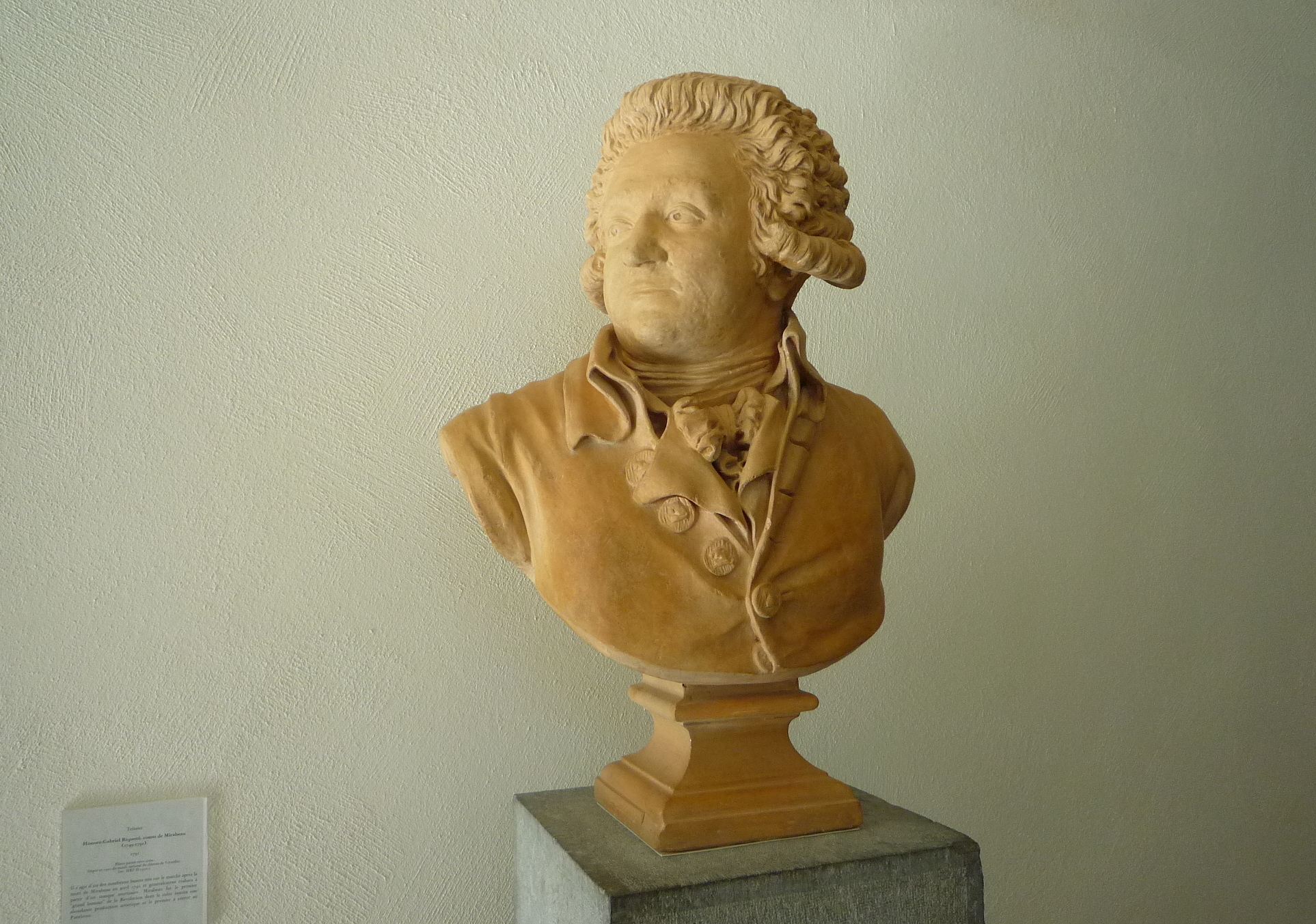
Buste de Mirabeau (musée de la Révolution française).

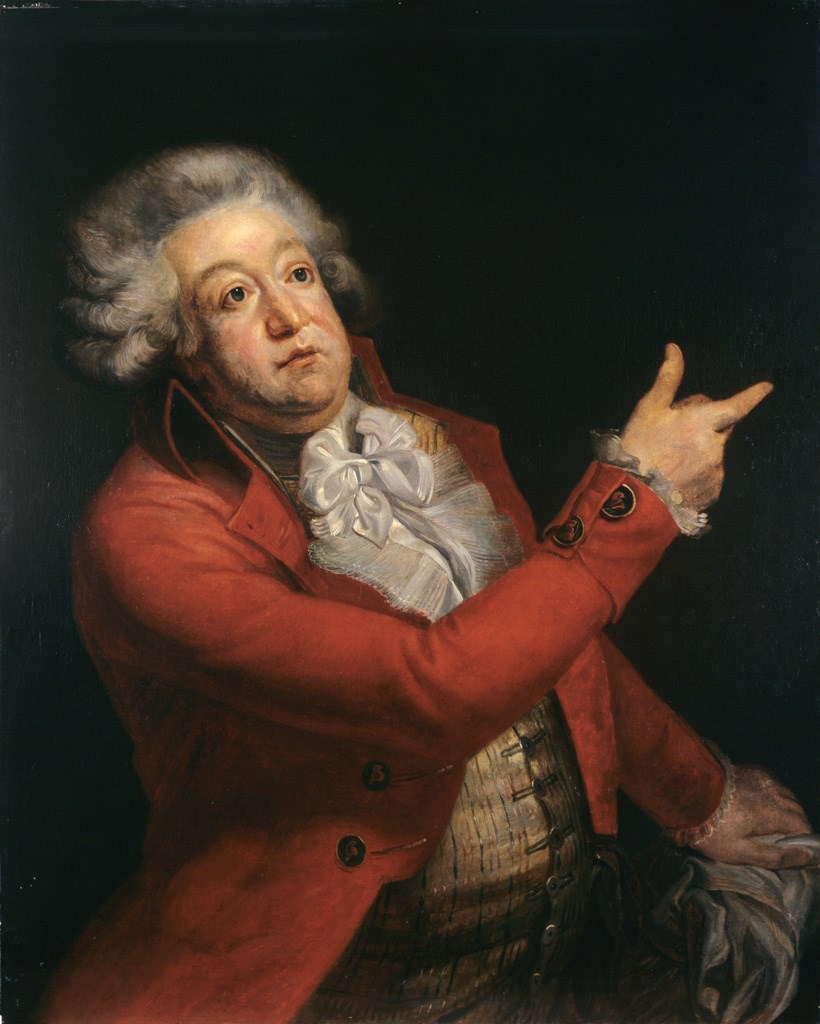
François-Louis Lonsing, Honoré-Gabriel Riqueti de Mirabeau, huile sur toile (avant 1799), MusAB.

- Luigi Cherubini compose en avril 1791 une cantate, La Mort de Mirabeau.
- Le cours Mirabeau à Aix-en-Provence est nommé en son honneur.
- Le prix Mirabeau de l'éloquence, disputé annuellement entre les dix Instituts d'études politiques français, fait référence à son art oratoire.
- Une statue de Mirabeau est installée salon Casimir-Perier du palais Bourbon (Paris).
- (8169) Mirabeau, astéroïde.
- La rue Mirabeau (16e arrondissement de Paris), distincte de celle précédemment citée, et la station de métro Mirabeau.
- Le pont Mirabeau à Paris, inauguré en 1896 et classé monument historique.

## Œuvres de Mirabeau

### Discours
- 1785 : Dénonciation de l’agiotage au roi et à l’assemblée des notables
- 1787 : Suite de la dénonciation de l’agiotage au roi et à l’assemblée des notables
- 14 décembre 1788 : Sur la liberté de la presse
- 26 septembre 1789 : Sur la Contribution du quart
- 6 mars 1790 : Au club des Jacobins, discours contre la traite des Noirs
- 20 et 22 mai 1790 : Sur le Droit de paix et de guerre
- novembre 1790 et janvier 1791 : Sur la Constitution civile du clergé
- février 1791 : Sur l’Émigration

### Écrits publiés

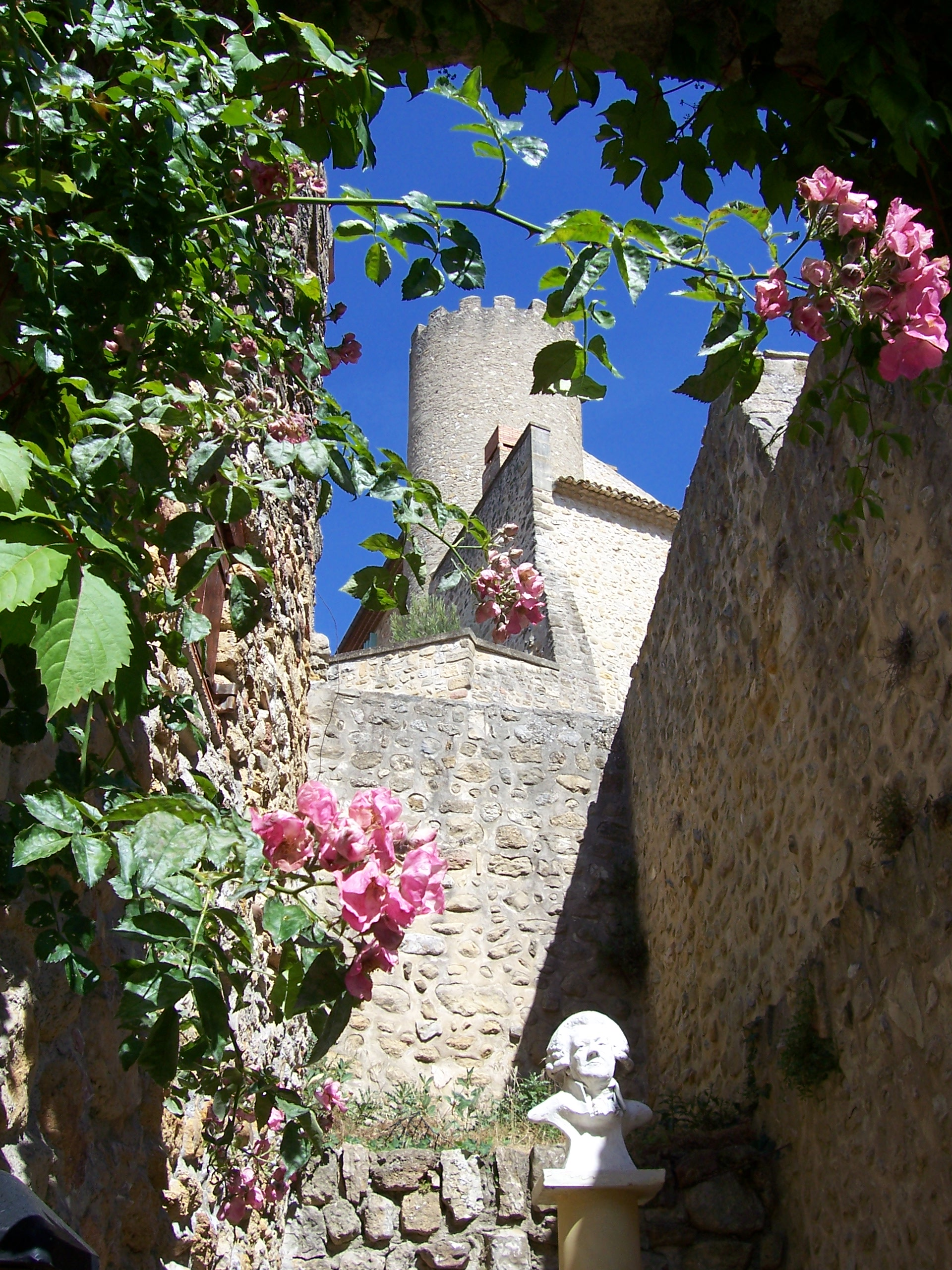
Buste de Mirabeau dans la ville éponyme.

#### De son vivant
- [anonyme] Essai sur le despotisme, Londres, 1775 Londres [lire en ligne].
- [anonyme] Histoire du règne de Philippe II, Par M. Watson..., Amsterdam, chez D. J. Changuion, 4 tomes, 1778, traduction avec Jean-Baptiste Durival[50]. Tome 1 numérisé.
- Des lettres de cachet et des prisons d’État, Hambourg, S.n., 1782 (lire en ligne).
- [anonyme] Ma conversion, Paris, 1783 [réédité notamment sous le titre Le Libertin de qualité].
- [anonyme] Errotika Biblion, Abstrusum excudit, Rome [Neuchâtel], 1783[51].
- Considérations sur l’ordre de Cincinnatus, ou Imitation d’un pamphlet anglo-américain, suivies… d’une Lettre… du général Washington… et d’une Lettre de feu M. Turgot,… au Dr Price sur les législations américaines, Londres, 1784 [lire en ligne].
- Doutes sur la liberté de l'Escaut, Londres, 1784 [lire en ligne].
- Lettres à M. Lecoulteux de la Noraye sur la Banque de Saint-Charles et la Caisse d'escompte, Paris 1785.
- Sur les actions de la Compagnie des eaux, Paris, 1785.
- [anonyme] Le Rideau levé ou L’Éducation de Laure[52], 1786 [lire en ligne].
- Sur Moses Mendelssohn, sur la réforme politique des juifs et en particulier sur la Révolution tentée en leur faveur en 1753 dans la Grande-Bretagne, Londres, 1787 [lire en ligne].
- De la monarchie prussienne sous Frédéric le Grand, vol. 1, Londres, 1788.
- Correspondance de M. C*** [Cerutti] et de M. le comte de Mirabeau, sur le Rapport de M. Necker et sur l’arrêt du conseil du 29 décembre, qui continue pour six mois, force de monnoie au Papier de la Caisse d’Escompte, 1789. Numérisée.
- Arlequin réformateur dans la cuisine des moines, ou Plan pour réprimer la gloutonnerie monacale, 1789, Rome (pour Paris) [lire en ligne].

#### Publications posthumes
- Lettres originales de Mirabeau, écrites du donjon de Vincennes, pendant les années 1777, 1778, 1779 et 1780, contenant tous les détails sur sa vie privée, ses malheurs et ses amours avec Sophie Ruffei, marquise de Monnier, recueillies par Pierre Louis Manuel, 1792, connu sous le nom de Lettres à Sophie[53].
- Hic-et-Hec ou L'Élève des RR. PP. Jésuites d'Avignon[54], à Berlin [Paris], 1798, 2 tomes ornés de figures.
- Élégies de Tibulle, suivies des Baisers de Jean Second, 2 volumes, traduction de Mirabeau, Paris, 1798.
- Chefs-d'œuvre oratoires de Mirabeau, précédé d'une notice biographique, tome premier, éd. Collin de Plancy, 1822.
- M. Merilhou, Œuvres de Mirabeau, P. Dupont libraire, Brissot-Thivars libraire, Paris, 1827.
- L’Œuvre érotique du comte de Mirabeau [Erotika Biblion, Ma Conversion, Hic et hec, Le Rideau levé, ou L’Éducation de Laure, Le Chien après les moines, Le Degré des âges du plaisir], introduction, essai bibliographique et notes de Guillaume Apollinaire, Paris, Bibliothèque des curieux, 1921 [lire en ligne].

## Armoiries
| Armes de la famille Riquetti de Mirabeau | D’azur, à la bande d’or, accompagnée en chef d’une demi fleur de lis d’argent, défaillante à dextre et florencée du même, et en pointe de trois roses du dernier |

## Représentations dans la culture populaire

### Littérature
- L'écrivain Alexandre Dumas (père) met en scène Mirabeau dans plusieurs de ses romans historiques ayant trait à la période révolutionnaire, dans la série romanesque intitulée Mémoires d'un médecin.
- Le roman de Michel Chaillou Le Matamore ébouriffé (Fayard, 2002) évoque l'enfance et la jeunesse de Mirabeau au Bignon.

### Cinéma
- Dans le film La Révolution française (1989) de Robert Enrico et Richard T. Heffron, il est interprété par Peter Ustinov et doublé par Roger Carel.

### Jeux vidéo
Mirabeau apparaît dans Assassin's Creed Unity où il dirige la confrérie des assassins parisiens. Sa mort, un empoisonnement, est un élément central du scénario. Il est doublé par l'acteur québécois Guy Nadon.

#### Ouvrages
- Mémoires biographiques, littéraires et politiques de Mirabeau, Paris, 1841.
- Louis de Loménie, Les Mirabeau. Nouvelles études sur la société française au XVIIIe siècle, t. III, Paris, 1889.
- François-Alphonse Aulard, Les Grands Orateurs de la Révolution : Mirabeau, Vergniaud, Danton, Robespierre, Paris, F. Rieder, 1914, 304 p.
- Duc de Castries, Mirabeau ou l'échec du destin, Fayard, Paris, 1960.
- Albert Soboul (avant propos d'), Les Mirabeau et leur temps, Société des études robespierristes, Centre aixois d'études et de recherches sur le XVIIIe siècle, 1968.
- Antoine de Baecque, La gloire et l'effroi : sept morts sous la Terreur, Paris, Bernard Grasset, 1997, 281 p. (ISBN 2-246-54731-8, présentation en ligne), « Mirabeau, ou le spectacle d'un cadavre public », p. 23-45.
- (en) Rachel Hammersley, The English Republican tradition and eighteenth-century France : Between the ancients and the moderns, Manchester, Manchester University Press, coll. « Press Studies in Early Modern European History », 2010, XI-239 p. (ISBN 978-0-7190-7932-0), « The comte de Mirabeau and the works of John Milton and Catharine Macaulay », p. 174-184.
- François Quastana, La Pensée politique de Mirabeau (1771-1789). Républicanisme classique et régénération de la monarchie, Aix-en-Provence, PUAM, 2007.
- Guy Chaussinand-Nogaret, Mirabeau, Paris, Seuil, 1982, présentation en ligne.
- Paul et Pierrette Girault de Coursac, Le Secret de la Reine : la politique personnelle de Marie-Antoinette pendant la Révolution, F.X. de Guibert, 1996.
- Jean-Paul Desprat, Mirabeau, Perrin, 2008.
- Marcel Dorigny, Les Bières flottantes des négriers, un discours non prononcé par Mirabeau pour l'abolition de la traite des nègres novembre 1789-mars 1790, Saint-Étienne, Presses universitaires de Saint-Étienne, 1999, présentation en ligne.
- Jean-Luc Chartier, Portalis, père du code civil, Paris, Fayard, 2004.
- Charles Zorgbibe, Mirabeau, Éditions de Fallois, 2008, 519 p.
- Benjamin Gastineau, Les amours de Mirabeau et de Sophie de Monnier, Paris, 1865 (lire en ligne).
- Loris Chavanette, Le 14 Juillet de Mirabeau, La revanche du prisonnier, Paris, Éditions Tallandier, 2023, 400 p. (ISBN 979-1021053205).

#### Articles
- Dr P. Lemay, « La mort suspecte de Mirabeau », Le Progrès médical, 1939, p. 48-51, texte intégral.
- Pierre Serna, « Sade et Mirabeau devant la Révolution française », Politix, no 6 « Les liaisons dangereuses : histoire, sociologie, science politique »,‎ printemps 1989, p. 75–76 (lire en ligne).
- Raymond Trousson, « Mirabeau vu par les écrivains romantiques », Dix-huitième Siècle, Paris, Presses universitaires de France, no 20 « L'année 1789 »,‎ 1988, p. 415-430 (lire en ligne).
- (en) David M. Epstein, « Mirabeau and The French Revolution : A Reappraisal », The Historian, vol. 32, no 4,‎ août 1970, p. 576-594 (JSTOR 24441011).
- (en) Michael Kwass, « Consumption and the World of Ideas : Consumer Revolution and the Moral Economy of the Marquis de Mirabeau », Eighteenth-Century Studies, vol. 37, no 2 « Spaces of Enlightenment »,‎ hiver 2004, p. 187-213 (JSTOR 25098043).
- (en) Jean-Jacques Chevallier, « The Failure of Mirabeau's Political Ideas », The Review of Politics, vol. 13, no 1,‎ janvier 1951, p. 88-107 (JSTOR 1404638).
- Yannick Beaubatie, « Monsieur de Pierre-Buffière et le Limousin » (Première partie), Revue des Lettres, Sciences et Arts de la Corrèze, tome 100, novembre 1997, p. 8-26 ; (Deuxième partie) dans op. cit., tome 101, novembre 1998, p. 14-27 ; (Troisième partie) dans op. cit., tome 102, novembre 1999, p. 17-30 ; (Quatrième partie) dans op. cit., tome 103, novembre 2000, p. 15-27 ; (Cinquième partie) dans op. cit., tome 104, novembre 2001, p. 47-49.
- (en) Jörn Steigerwald, « Curious Imagination or the Rise of Voyeurism : Mirabeau’s Le rideau levé », Modern Language Notes 123, no 4, septembre 2008 (French Issue), p. 924-946.
- Edna Le May (dir.), Dictionnaire des constituants, 2 vols, tome 2, notice « Mirabeau », Paris, 1991.
- Jean-Daniel Piquet, « Mise au point sur Robespierre et les bières flottantes », L'Incorruptible. Bulletin des Amis de Robespierre, no 78, 4e trimestre 2011, 10 p., p. 5-6.
- (en) Munro Price, « Mirabeau and the Court : Some New Evidence », French Historical Studies, vol. 29, no 1,‎ hiver 2006, p. 37-75 (ISSN 0016-1071, DOI 10.1215/00161071-29-1-37).

### Mirabeau et la franc-maçonnerie
- Maurice Talmeyr, La franc-maçonnerie et la révolution française, Perrin et Cie, 1904 (lire en ligne)
- Jean-André Faucher et Achille Ricker (préf. Me Richard Dupuy), Histoire de la franc-maçonnerie en France, Nouvelles Editions Latines, 1978, 492 p. (ISBN 978-2-7233-0063-6, lire en ligne)
- (de) H. Schüttler, « Karl Leonhard Reinhold und die Illuminaten im Vorfeld der Französischen Revolution », dans Deutscher Idealismus und Französiche Revolution, Trèves, Schriften aus dem Karl-Marx-Haus (de), 1988
- Jean Mondot et Alain Ruiz, Interférences franco-allemandes et révolution française, Presses Universitaires de Bordeaux, coll. « Grappes et millésimes », 1994, 227 p. (ISBN 978-2-86781-152-4, lire en ligne)
- Charles Porset, Mirabeau franc-maçon : Mémoire concernant une association intime à établir dans l'ordre des Francs-maçons. Lettre sur Cagliostro et Lavater. Des sociétés secrètes en Allemagne, La Rochelle, Rumeur des Âges, 1996, 128 p.
- Philippe Autexier, « Charles Porset : Mirabeau franc-maçon », Dix-huitième siècle, no 29,‎ 1997 (lire en ligne)
- Emmanuel Dufour-Kowalski, Un Cabinet de Curiosités Littéraires. Etude critique sur l'Erotika Biblion (un travail de loge ?). Nouvelle Bibliothèque Initiatique Slatkine, série 2, n°12. Genève, 2022.